# Žáruvzdorný materiál
 Žáruvzdorný materiál je materiál schopný dlouhodobě odolat vysokým teplotám. Je to zpravidla látka s vysokou teplotou tání a relativně inertní, protože při vysokých teplotách snáze a rychleji probíhají chemické reakce, v jejichž důsledku dochází k rapidnímu zhoršení fyzikálních vlastností (měknutí, křehnutí, změna skupenství).

## Využití
Využívá se v těžkém průmyslu jako stavební materiál pro tavicí pece, v topenářství, nebo v kosmonautice. Již od pradávna se používá keramika, která pouze s malými obměnami vydržela dodnes jako jedna z nejosvědčenějších a zároveň cenově velmi dostupných substancí nacházející široké užití nejen jako žáruvzdorný materiál.